# Mehdi Zoubairi
Mehdi Zoubairi là một cầu thủ bóng đá người Maroc. Anh thi đấu ở vị trí hậu vệ cho Kawkab Marrakech.
Zoubairi được chọn vào Đội tuyển bóng đá U-23 quốc gia Maroc thi đấu tại Thế vận hội Mùa hè 2008.